# Czuprijanowka
Czuprijanowka (ros. Чуприяновка) – osiedle przy stacji w Rosji, w obwodzie twerskim, w rejonie kalinińskim. W 2010 liczyło 1422 mieszkańców.